# Huancán (distrito)
Huancán é um distrito da província de Huancayo, localizado do Departamento de Junín, Peru.

## Transporte
O distrito de Huancán não é servido pelo sistema de estradas terrestres do Peru.